# 佩斯恰诺奥焦尔卡村委员会
佩斯恰诺奥焦尔卡村委员会（俄语：Песчаноозёрский сельсовет）是俄罗斯联邦阿穆尔州十月区所属的一个村委员会。其下辖有1个居民点，行政中心为佩斯恰诺奥焦尔卡。据2016年统计，该村委员会的人口为484人。